# Michael Hansen (fodboldspiller)
 For alternative betydninger, se Michael Hansen. (Se også artikler, som begynder med Michael Hansen)
Michael Hansen (født 30. april 1964 på Sjælland) er en tidligere dansk fodboldspiller.
Michael Hansen afsluttede sin karriere på Viborg Fodsports Forening's førstehold i 1992/93, hvor han i en lang årrække var anfører. Han forlod holdet for at rejse til USA, sammen med sin hustru Lisbeth Jensen. I dag er han ansat ved Hedeselskabet i Viborg, hvor han også var ansat under sin karriere i VFF.